# Berezivka (město)
Berezivka (ukrajinsky Березівка, rusky Березовка – Berezovka) je město v Oděské oblasti na Ukrajině. Leží zhruba 83 kilometrů na sever od Oděsy a v roce 2011 v něm žilo bezmála deset tisíc obyvatel.
Berezivka byla založena v roce 1802 a v roce 1962 se stala městem.